# Kazachstan na Plażowych Igrzyskach Azjatyckich 2012
Kazachstan na III Plażowych Igrzyskach Azjatyckich w 2012 roku reprezentowało sześciu zawodników - czterech mężczyzn i dwie kobiety. Wszyscy startowali w siatkówce plażowej. Był to trzeci start reprezentacji Kazachstanu na plażowych igrzyskach azjatyckich.

## Siatkówka plażowa
Kazachstan w siatkówce plażowej reprezentowały trzy pary zawodników - dwie męskie i jedna żeńska. Wszystkie doszły w swoich turniejach do rozgrywek półfinałowych. W turnieju mężczyzn para Dmitrij Jakowlew / Aleksiej Kuleszow zdobyła srebrny medal, zaś para Aleksandr Djaczenko / Aleksiej Sidorienko - brąz. W turnieju pań para Tatiana Maszkowa / Irina Tsimbałowa zajęła czwarte miejsce.
| Konkurencja      | Zawodnicy            | Faza eliminacyjna                            | Faza eliminacyjna                         | 1/16 finału                                | Ćwierćfinał                                 | Półfinał                                    | Finał                                       | Klas. końcowa |
| Konkurencja      | Zawodnicy            | Mecz I                                       | Mecz II                                   | 1/16 finału                                | Ćwierćfinał                                 | Półfinał                                    | Finał                                       | Klas. końcowa |
| ---------------- | -------------------- | -------------------------------------------- | ----------------------------------------- | ------------------------------------------ | ------------------------------------------- | ------------------------------------------- | ------------------------------------------- | ------------- |
| Turniej mężczyzn | Jakowlew Kuleszow    | Moeurng / Phat W 2-0 (21-15, 21-18)          | Poothathan / Pradeep W 2-0 (21-15, 21-17) | Gholipouri / Houshmand W 2-0 (21-13, 21-8) | Li / Zhang W 2-1 (16-21, 21-15, 18-16)      | Santoso / Fahriansyah W 2-0 (21-19, 21-18)  | Rachmawan / Darkuncoro P 0-2 (20-22, 17-21) |               |
| Turniej mężczyzn | Djaczenko Sidorienko | Bozorboev / Khudoyberdiev W 2-0 (21-5, 21-7) | Wong / Wong W 2-0 (21-9, 21-13)           | Nguyễn / Nguyễn W 2-0 (21-10, 21-15)       | Al-Shereiqi / Al-Subhi W 2-0 (21-19, 21-11) | Rachmawan / Darkuncoro P 0-2 (19-21, 18-21) | Santoso / Fahriansyah W 2-0 (21-13, 21-12)  |               |
| Turniej kobiet   | Maszkowa Tsimbałowa  | Oyama / Ishida W 2-1 (19-21, 21-14, 15-5)    | Zhu / Ma W 2-0 (21-16, 21-17)             | Khadka / Shah W 2-0 (21-9, 21-4)           | Nguyễn / Phan W 2-0 (21-14, 21-18)          | Radarong / Udmochavee P 0-2 (22-24, 17-21)  | Kou / Chang P 1-2 (16-21, 21-18, 13-15)     | 4.            |